# デザインサイエンス
デザインサイエンスとは、バックミンスター・フラーが提唱した独自の概念であり、学問である。
細分化、専門化しつづける既存の学術体系に対して人間本来の分断されない包括的な知覚で、人類の持続可能な発展に必要なクリティカル・パスを形成する道具としての必要な発明を行う実践及びそのための体系。
その特徴として代表的なものに、エフェメラリゼーション、Doing more with lessという「より減らすことで、より多くを為す」という概念が上げられ、デザインサイエンスで作られた発明物は必ずこの性質を持つとされる。
それ自体が全体的に関連しながら変化、成長、拡大を為し、その要素に実際に体験することが必然的に含まれるため文字での正確な定義も伝達も不完全とも言われる。
習得には実践と経験、デザインサイエンスの習得段階が先にある者からの直接の影響が不可欠ともされる。
フラーの発明の数々もデザインサイエンスの成果と言える。